# اوشتوروش
اوشتوروش (به مجاری: Ostoros) یک منطقهٔ مسکونی در مجارستان است که در ناحیه اگر واقع شده‌است. اوشتوروش ۲۳٫۵۱ کیلومتر مربع مساحت و ۲٬۵۷۷ نفر جمعیت دارد و ۱۹۰ متر بالاتر از سطح دریا واقع شده‌است.